# Наґошевка-Перша
Наґошевка-Перша (пол. Nagoszewka Pierwsza) — село в Польщі, у гміні Острув-Мазовецька Островського повіту Мазовецького воєводства.
Населення — 227 осіб (2011).
У 1975-1998 роках село належало до Остроленцького воєводства.

## Демографія
Демографічна структура станом на 31 березня 2011 року:
|          | Загалом | Допрацездатний вік | Працездатний вік | Постпрацездатний вік |
| -------- | ------- | ------------------ | ---------------- | -------------------- |
| Чоловіки | 111     | 21                 | 80               | 10                   |
| Жінки    | 116     | 19                 | 67               | 30                   |
| Разом    | 227     | 40                 | 147              | 40                   |